# Assunção (Arronches)
Assunção is een plaats (freguesia) in de Portugese gemeente Arronches en telt 2 059 inwoners (2001).